# Шамсудінов Фахредін Шамсудінович
Фахредін Шамсудінович Шамсудінов (1907, тепер Ферганська область, Узбекистан — 15 листопада 1983, місто Фергана, тепер Узбекистан) — радянський узбецький діяч, перший секретар Хорезмського, Сурхандар'їнського та Ферганського обкомів КП Узбекистану. Депутат Верховної ради СРСР 6—9-го скликань. Герой Соціалістичної Праці (14.12.1972)

## Життєпис
З 1924 по 1929 рік працював вчителем початкової школи.
У 1935 році закінчив Ташкентський інститут інженерів іригації та механізації сільського господарства.
У 1935—1942 роках — інженер, начальник зрошувальної системи, старший інженер, начальник обласного відділу водного господарства. Брав участь у будівництві Великого Ферганського каналу.
Член ВКП(б) з 1942 року.
У 1942—1945 роках — голова виконавчого комітету Джалял-Кудуцької (Ахунбабаєвської) районної ради депутатів трудящих Узбецької РСР.
У 1945—1947 роках — 1-й секретар Мархаматського районного комітету КП(б) Узбекистану Андижанської області.
У 1947—1951 роках — міністр водного господарства Узбецької РСР.
У 1951—1953 роках — 1-й заступник міністра водного господарства Узбецької РСР.
У 1953—1954 роках — заступник завідувача сільськогосподарського відділу ЦК КП Узбекистану.
У 1954—1955 роках — секретар Ферганського обласного комітету КП Узбекистану.
У 1955 — березні 1959 року — голова виконавчого комітету Ферганської обласної ради депутатів трудящих.
У березні 1959 — травні 1960 року — секретар Ферганського обласного комітету КП Узбекистану.
У травні 1960 — грудні 1962 року — 1-й секретар Хорезмського обласного комітету КП Узбекистану.
У грудні 1962 — квітні 1965 року — 1-й секретар Сурхандар'їнського обласного комітету КП Узбекистану.
У квітні 1965 — 1978 року — 1-й секретар Ферганського обласного комітету КП Узбекистану.
Указом Президії Верховної Ради СРСР від 14 грудня 1972 року за великі заслуги з мобілізації комуністів та всіх трудящих області на виконання рішень XXIV з'їзду КПРС з розвитку сільського господарства, перевиконання народногосподарського плану та продаж колгоспами і радгоспами в 1972 році 555 тисяч тонн бавовни-сирцю, багаторічну та плідну партійну роботу Шамсудінову Фахредіну Шамсудіновичу присвоєно звання Героя Соціалістичної Праці з врученням ордена Леніна та золотої медалі «Серп і Молот».
У 1978 — 15 листопада 1983 року — начальник Управління експлуатації Великого Ферганського каналу імені Усмана Юсупова.
Помер 15 листопада 1983 року в місті Фергані.

## Нагороди
- Герой Соціалістичної Праці (14.12.1972)
- три ордени Леніна (11.01.1957, 1.03.1965, 14.12.1972)
- орден Жовтневої Революції (27.08.1971)
- орден Вітчизняної війни ІІ ст. (1.02.1945)
- п'ять орденів Трудового Червоного Прапора (6.02.1947, 16.01.1950, 2.09.1954, 10.12.1973, 25.12.1977)
- два ордени «Знак Пошани» (25.12.1944, 23.01.1946)
- медалі
- Заслужений іригатор Узбецької РСР